# Morebilus blackdown
Morebilus blackdown är en spindelart som beskrevs av Norman I. Platnick 2002. Morebilus blackdown ingår i släktet Morebilus och familjen Trochanteriidae.
Artens utbredningsområde är Queensland. Inga underarter finns listade i Catalogue of Life.